# Diocèse de Frosinone-Veroli-Ferentino
Le diocèse de Frosinone-Veroli-Ferentino (en latin : Dioecesis Frusinatensis-Verulana-Ferentina ; en italien : Diocesi di Frosinone-Veroli-Ferentino) est un diocèse de l'Église catholique en Italie sous exemption et appartenant à la région ecclésiastique du Latium.

## Territoire
Le diocèse est situé sur une partie de la province de Frosinone, l'autre partie de cette province étant partagé par l'archidiocèse de Gaète et les diocèses de Sora-Cassino-Aquino-Pontecorvo et d'Anagni-Alatri. Il possède la commune de Prossedi qui se trouve dans la province de Latina, l'autre partie de cette province étant partagé par l'archidiocèse de Gaète, le diocèse suburbicaire d'Albano et le diocèse de Latina-Terracina-Sezze-Priverno. Son territoire est d'une superficie de 804 km2 divisé en 82 paroisses regroupées en 5 archidiaconés. L'évêché est à Frosinone où se trouve la cathédrale de l'Assomption. Le diocèse possède deux cocathédrales : la cathédrale de saint André apôtre de Veroli et la cathédrale des saints Jean et Paul de Ferentino.

## Histoire
Le diocèse actuel est le résultat de l'union des diocèses de Veroli et de Ferentino par le décret Instantibus votis de la congrégation pour les évêques du 30 septembre 1986.

### Diocèse de Ferentino
Comme beaucoup d'autres diocèses italiens, Ferentino revendique d'avoir été évangélisé par l'apôtre Pierre. Cependant, le premier évêque attesté par l'histoire est Basso, présent au concile de Latran organisé en 487 par le pape Félix III pour juger les évêques et prêtres africains qui avaient abjuré la religion catholique lors de la persécution du roi des vandales Hunéric ; l'évêque participe également au concile de Rome de 499 organisé par le pape Symmaque. Cela n’exclut pas l’antiquité de la présence chrétienne dans la ville, comme le prouve la découverte d’une domus ecclesiae du IIIe siècle dans les fouilles sous l’église de Santa Maria Maggiore (anciennement cathédrale de Ferentino) ainsi que des épigraphes funéraires chrétiens datant du IIIe  et  IVe siècle. Les évêques de Ferentino sont connus pour leur participation à des conciles organisés par les papes à Rome. Le 16 avril 556, Bono accepte, avec Giovanni de Pérouse, de consacrer pape le diacre Pélage, imposé par Constantinople, mais accusé par le clergé romain de s'être soumis à la politique de Justinien de condamner les Trois Chapitres, désavouant ainsi son prédécesseur le pape Vigile.
Au XIIe siècle, la ville et le diocèse s'opposent aux papes de Rome. L'évêque Giso, en 1130, soutient le parti de l'antipape Anaclet II, et pour cela, il est déposé en 1138. Son successeur, Trasmondo, se retrouve en prison et tué pour sa loyauté envers le pontife légitime. Ubaldo (1148-1160) prend parti pour l'antipape Victor IV, il estdestitué pour cette raison en 1160. À partir de la seconde moitié du XIIe siècle, les papes se rendent à plusieurs reprises dans la
Valle Latina (it) pour réaffirmer l'autorité pontificale. En 1223, à l'époque du pape Honorius III, le diocèse comprend les municipalités de Ceccano, Patrica, Cacumen (disparu), Supino, Giuliano, Prossedi, Pisterzo (frazione de Prossedi), San Lorenzo (aujourd'hui Amaseno), Villa Santo Stefano et Silvamolle ; cette configuration territoriale reste presque inchangée au cours des siècles.
Au milieu du XIIIe siècle, les franciscains désirent s'installer dans l'enceinte de la ville et trouve soutien auprès des papes Alexandre IV (1254-1261) et Urbain IV (1261-1264) mais se heurte aux autorités civiles et religieuses de la ville soutenues par les évêques Giacomo da Velletri et Matteo Ier, qui s’opposent de toutes parts aux franciscains, jusqu’à attaquer et détruire leur couvent. Ce n’est qu’en 1278 que débute une période de paix pour les frères et, quatre ans plus tard, ils inaugurent leur nouvelle église. Près de Ferentino, Pietro del Morrone fonde le monastère de Sant'Antonio Abate, il devient plus tard pape sous le nom de Célestin V ; c'est à la suite de cela que l'ordre qu'il a fondé en 1248 prend le nom d'ordre des Célestins.
À l'époque post-tridentine, Mgr Silvio Galassi (1585-1591), auparavant secrétaire du cardinal Charles Borromée se distingue. Dès qu'il est élu évêque, il effectue une visite pastorale dans le diocèse, réalisant ainsi l'état de dégradation du clergé et de la piété populaire. La mise en place des décrets de réforme du concile de Trente est attestée par le compte rendu de la visite ad limina de 1603 ; en 1605, il est notifié dans le premier synode diocésain pour la mise en œuvre de la réforme tridentine. En raison du manque de moyen financier, le séminaire est créé beaucoup plus tard, vers la fin du XVIIe siècle. Érigé pour la première fois, mais sans résultat, par Ottavio Roncioni en 1664, l’ouverture n’a lieu qu’en 1687 avec l’évêque Giovan Carlo Antonelli. Mais les contrastes dus à la suppression de certains avantages ecclésiastiques en faveur de la subsistance du séminaire provoque de vives divergences qui force Mgr Valeriano Chierichelli (1694-1718) à se retirer à Rome et à gouverner le diocèse par le biais de vicaires épiscopaux.

### Diocèse de Veroli
Selon la tradition, c'est sainte Salomé qui prêche la foi chrétienne. Saint Pierre consacre Maur de Veroli (it) comme premier évêque de la communauté de Veroli. Une épigraphe funéraire, découverte dans la cathédrale de Veroli et commémorant l'inhumation du prêtre Marturio en 384, témoigne de l'antiquité de la communauté chrétienne de Veroli. Depuis le Moyen Âge, les saints Blaise et Démétrie sont vénérés comme martyrs mais absents des anciens martyrologes. Toujours selon la tradition, non documentée historiquement, Frosinone est un siège épiscopal jusqu’au VIIIe siècle et l’ancien diocèse au temps de l’invasion de Longobard fusionne avec la ville voisine de Veroli. Deux évêques, Innocenzo et Papìa, que l'on attribue à ce présumé dioecesis frosonensis, sont présents aux conciles de 501 et 502 organisés par le pape Symmaque. Cependant, comme en témoigne l'édition critique des actes de ces conciles publiés par Theodor Mommsen, Innocent n'est pas évêque de Frosinone, mais de Fossombrone, tandis que Papìa figure dans l'un des faux conciles simmachiens, dont le nom est tiré des listes épiscopales du concile de Chalcédoine. Selon le Liber Pontificalis, les papes Hormisdas (514-523) et son fils Silvère (536-537) sont originaires de Frosinone.
Le diocèse de Veroli n’est connu que depuis le milieu du VIIIe siècle. Le premier évêque documenté est Martin, qui participe au concile romain organisé en 743 par le pape Zacharie. Cependant, Duchesne et Lanzoni (it) n'excluent pas que le diocèse existait avant l'invasion lombarde. Les documents papaux de la seconde moitié du XIe siècle, les bulles de Grégoire VII (1081) et Urbain II (1097) définissent le territoire de compétence des évêques de Veroli, qui comprend les zones habitées de Veroli, Frosinone, Torrice, Ripi, Pofi, Arnara, Castro dei Volsci, Falvaterra, Ceprano, Strangolagalli, Monte San Giovanni Campano, Bauco, Canneto, Castello Nuovo et Montenero. L’abbaye de Casamari, important monument de l’architecture gothique appartient également à l’ancien territoire diocésain.
L'histoire du diocèse de Veroli est particulièrement liée à celle de la papauté et du Saint-Siège. Le pape Jean X est retenu prisonnier sur ordre de Marozie Ire dans la forteresse de San Leucio ; les papes Grégoire VII en 1080 et Pascal II en 1114 tiennent deux synodes dans l'église Santa Giusta à Ceprano ; en 1170, le pape Alexandre III entame des négociations de paix avec Frédéric Barberousse au monastère de Sant'Erasmo à Veroli. Dans la lutte contre les empereurs souabes, Alexandre III et Lucius III (1083) trouvent refuge à Veroli ; à la fin du XIIIe siècle, le cardinal Benedetto Caetani, futur pape Boniface VIII, est nommé podestat municipal, renforçant ainsi l'alliance entre la commune et l'Église.
À partir du XIVe siècle, le déclin de la ville et du diocèse de Veroli est aggravé par le tremblement de terre de 1349 qui endommage sérieusement la cathédrale et la basilique sainte Salomé, restaurées dans leur forme actuelle au XVIIIe siècle. Au XVIe siècle, l'évêque Benedetto Salino (1560-1567) participe au concile de Trente et, à son retour dans le diocèse, commence à appliquer les décrets de réforme en organisant un synode diocésain. Mgr Ortensio Battisti (1567-1594) fait la première visite canonique en 1581. Le séminaire est créé en 1611.
Au cours de la période napoléonienne, plusieurs prêtres prennent une part active à la révolte de 1798 ; Mgr Antonio De Rossi exerce une œuvre de médiation qui est toutefois contrecarré par son serment d'allégeance à Napoléon Ier. C'est aussi De Rossi qui parle pour la première fois d'un transfert possible du siège épiscopal à Frosinone, ville en forte croissance démographique. Le diocèse connaît une crise au milieu du XIXe siècle en raison de l'adhésion au parti réformiste et libéral d'une bonne partie du clergé de Veroli, qui contraint Mgr Mariano Venturi (1844-1854) à s'exiler dans le royaume des Deux-Siciles. Les tensions se poursuivent même après l'unification de l'Italie. En 1877, l'évêque Giovanni Battista Maneschi (1868-1891) est arrêté pour avoir organisé la procession de la Fête-Dieu.
En 1921, le territoire de Vallecorsa est séparé de l'archidiocèse de Gaète et annexé à celui du diocèse de Veroli. Le 29 février 1956, la congrégation pour les évêques, par le décret In dioecesi Verulana, établit que le nom de Frosinone doit être ajouté à perpétuité au nom de Veroli, et que le diocèse doit prendre le nom de Veroli-Frosinone. Ces dispositions deviennent nécessaires à la suite du développement démographique notable de Frosinone, après que la ville soit devenue capitale de la province en 1927. Par un décret de la même congrégation du 12 avril 1965, la collégiale de l'Assomption de Frosinone est élevée au rang de cocathédrale du diocèse. L'importance progressive de Frosinone aux dépens de Veroli est également sanctionnée par la construction dans la capitale provinciale d'un nouveau palais épiscopal et le transfert des bureaux de la curie par Mgr Giuseppe Marafini (1964-1973).

### Diocèse de Frosinone-Veroli-Ferentino
Le 21 décembre 1973, avec la nomination de Mgr Michele Federici, les deux diocèses de Veroli-Frosinone et de Ferentino sont uni in persona episcopi. Le nouvel évêque s'installe dans l'évêché de Frosinone ; il décède tragiquement lors du tremblement de terre d'Irpinia en novembre 1980. Le 30 septembre 1986, en vertu du décret Instantibus votis de la congrégation pour les évêques, l'union de Veroli-Frosinone et de Ferentino est complète et le diocèse ainsi créé prend son nom actuel. Le siège du diocèse est situé à Frosinone ; dans le même temps, la cocathédrale de l'évêché est élevée au rang de cathédrale, tandis que les deux autres cathédrales sont réduites à celle de cocathédrale.
Le 16 septembre 2001, le diocèse reçoit la visite pastorale du pape Jean-Paul II. En 2012, le musée diocésain de Ferentino est inauguré au sein de l'ancien palais épiscopal ; parmi les atouts les plus importants figurent deux peintures attribuées au Cavalier d'Arpin, la mitre du pape Célestin V et des reliquaires d'orfèvrerie des XVIIIe et XIXe siècles. En 2015, le musée civique diocésain d'Amaseno est également créé pour la conservation et l'accessibilité des biens liés au patrimoine dans les églises d'Amaseno.

## Sources
- http://www.catholic-hierarchy.org